# Bảo tàng Văn hóa Philistine
Bảo tàng Văn hóa Philistine (המוזיאון לתרבות הפלשתים ע"ש קורין ממן, The Corinne Mamane Museum of Philistine Culture) là một bảo tàng khảo cổ học ở Ashdod, Israel. Đây là bảo tàng duy nhất trên thế giới chuyên về nền văn hóa của người Philistine.

## Hình ảnh

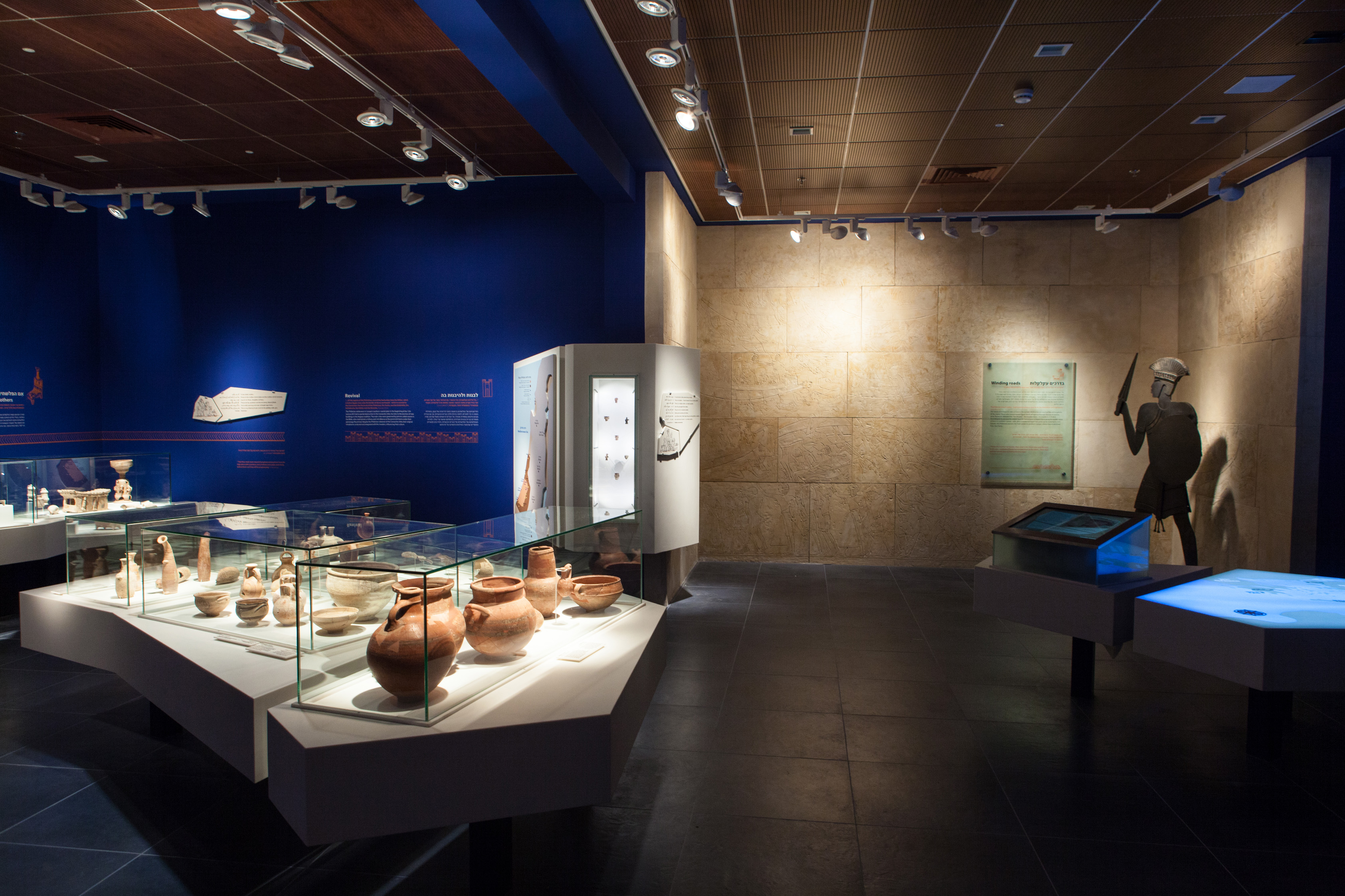
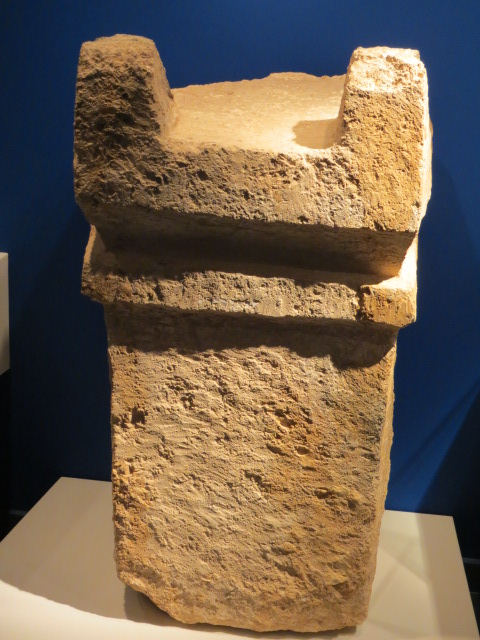
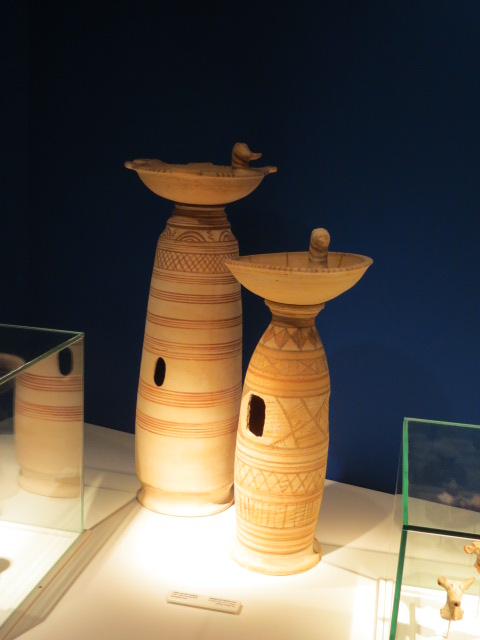
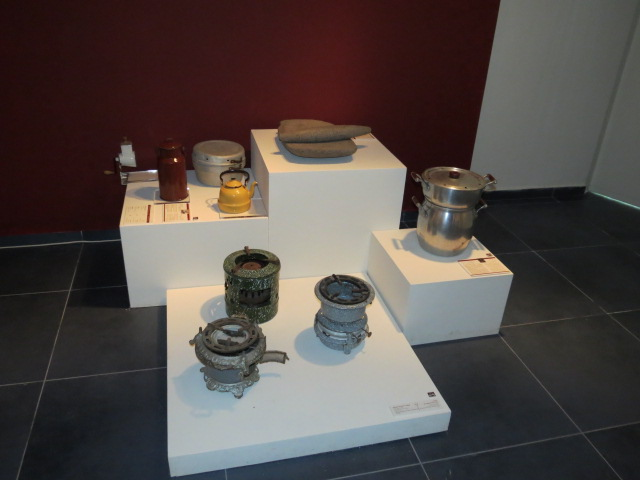